# Jan Sechter
Jan Sechter (* 18. září 1968 Praha) je český diplomat a státní úředník, v letech 2000 až 2002 zmocněnec Ministerstva zahraničních věcí ČR pro otázky odškodnění obětí nacismu a druhé světové války. V letech 2008 až 2013 působil jako velvyslanec v Polsku a v letech 2013 až 2018 jako velvyslanec v Rakousku. V letech 2020 až 2022 byl náměstkem ministra dopravy ČR.

## Životopis
Vystudoval Českou zemědělskou univerzitu v Praze a v letech 1987–1992 ekonomickou fakultu v Praze a diplomatickou akademii Ministerstva zahraničí Německa. Od roku 1992 do roku 1993 pracoval v Nadaci Lidových novin, později pak na Ministerstvu zahraničních věcí. V roce 2000 se stal zmocněncem Ministerstva zahraničních věcí pro otázky odškodnění obětí nacismu a druhé světové války. V roce 2002 byl jmenován zástupcem velvyslance České republiky v Německu, kde byl až do roku 2007. Po návratu do Česka pracoval rok jako výkonný tajemník Task Force for International Cooperation on Holocaust Education, Remembrance and Research (IHRA). V roce 2008 byl jmenován velvyslancem Česka v Polsku, kterou vykonával do roku 2013. Poté byl jmenován velvyslancem v Rakousku, kde působil do roku 2018. Od roku 2018 byl poradcem předsedy Poslanecké sněmovny Vondráčka (ANO 2011) pro Evropskou unii a zahraniční vztahy.
Od července 2020 do března 2022 byl náměstkem ministra dopravy ČR za ANO 2011 Karla Havlíčka a krátce i ministra Martina Kupky za ODS. Na starosti měl Sekci nesilniční dopravy a mezinárodních vztahů, která byla v dubnu 2022 zrušena.
Ve volbách do zastupitelstva Prahy v září 2022 kandidoval za stranu Motoristé sobě; zvolen nebyl.

## Vyznamenání
- Komandérský kříž s hvězdou prezidenta Polské republiky[7]
- Stříbrná plaketa prezidenta České republiky[8]
- Pamětní medaile třetího stupně Československé obce legionářské
- Čestná medaile České rady pro oběti nacismu
- Das Große Goldene Ehrenzeichen am Bande[9]

## Dílo
SECHTER, Jan. Ekonomické reformy Marie Terezie - Bibliography of the History of the Czech Lands. biblio.hiu.cas.cz [online]. [cit. 2019-03-16]. Dostupné online.
25 Jahre Vertrag von Maastricht. Die Entwicklung der europäischen regionalen Politik aus der Sicht der Tschechischen Republik. Nomos eLibrary (nomos-elibrary.de)
Majetkoprávní otázky v česko-rakouských vztazích. Hildegard Schmoller – Miroslav Kunštát – Monika Březinová (eds.): Z 20. století do nového tisíciletí. Československo / Česká republika a Rakousko 1986–2016. Publikace Stálé konference českých a rakouských historiků ke společnému kulturnímu dědictví | Masarykův ústav a Archiv Akademie věd České republiky (cas.cz)